# Ель-Хірак
Ель-Хірак (англ. Al-Hirak, араб. الحراك) — місто в Сирії, адміністративний центр друзької общини в нохії Ель-Хірак, яка входить до складу мінтаки Ізра в південній сирійській мухафазі Дар'а.